# طارق خطاب
طارق زياد جابر خطاب لاعب كرة قدم أردني، كان يلعب لدى نادي الوحدات، بعد تدرجه في فئات الشباب قبل ان ينتقل إلى نادي الشباب السعودي في الانتقالات الصيفية لعام 2014 في صفقة حصل منها نادي الوحدات على مبلغ 420 الف دولار في حين يتفق خطاب مع ناحديه الجديد على مستحقاته الكاملة، ثم انتقل إلى نادي المصري خلال الانتقالات الصيفية لموسم 2015-2016 حيث يلعب حالياً في المصري تحت قيادة حسام حسن مدربه السابق في منتخب الأردن.ولقد انضم حديثا إلى صفوف نادي الوحدات
لعب مع المنتخبات التالية:-
1. المنتخب الأردني لكرة القدم تحت سن 17 .
2. المنتخب الأردني لكرة القدم تحت سن 19 .
3. المنتخب الأردني لكرة القدم تحت سن 22 .
4. المنتخب الأردني لكرة القدم تحت سن 23 .

## روابط خارجية
- طارق خطاب على موقع إي إس بي إن إف سي (الإنجليزية)
- طارق خطاب على موقع قاعدة بيانات كرة القدم.إي يو (الإنجليزية)
- طارق خطاب على موقع ناشيونال فوتبول تيمز (الإنجليزية)
- طارق خطاب على موقع Soccerway.com (الإنجليزية)
- طارق خطاب على موقع كووورة